# ایستگاه فورست هیل
ایستگاه فورست هیل (انگلیسی: Forest Hill station) یک ایستگاه قطار سبک شهری در حال ساخت در خط ۵ اگلینتون، بخشی از سیستم متروی تورنتو است.